# Shelley Mann
Shelley Isabel Mann, född 15 oktober 1937 i New York, död 24 mars 2005 i Alexandria, Virginia, var en amerikansk simmare.
Mann blev olympisk guldmedaljör på 100 meter fjäril vid sommarspelen 1956 i Melbourne.